# Honest : Braqueurs de père en fils
Honest : Braqueurs de père en fils (Honest) est une série télévisée britannique  créée par Jack Williams et diffusée entre le 9 février 2008 et le 13 février 2008 sur ITV. En France, la série a été diffusée à partir du 9 juillet 2009 sur W9.
Elle est adaptée de la série néo-zélandaise Outrageous Fortune, créée par James Griffin et Rachel Lang, et diffusée en 2005.

## Synopsis
Lorsque son époux est envoyé en prison, Lindsay Carter décide de remettre sur le droit chemin ses enfants, voleurs de père en fils.

## Fiche technique
- Titre original : Honest
- Titre français : Honest : Braqueurs de père en fils
- Création : Jack Williams
- Société de production : Greenlit Rights
- Société de distribution : ITV
- Pays d'origine :  Royaume-Uni
- Langue : anglais
- Format : couleur - 35 mm - 1,33:1 - son stéréo
- Nombre d'épisodes : 6 (1 saison)
- Durée : 52 minutes
- Dates de première diffusion :
  - Royaume-Uni : 9 février 2008
  - France : 9 juillet 2009

## Distribution
- Amanda Redman (en) (VF : Virginie Ledieu) : Lindsay Carter
- Danny Webb (VF : Vincent Violette) : Mack Carter
- Matthew McNulty (VF : Denis Laustriat) : Vin Carter/Taylor Carter
- Eleanor Wyld (VF : Caroline Lallau) : Lianna Carter
- Michael Byrne (VF : Jean-François Laley) : Norman « Grand-père » Carter
- Sean Pertwee (VF : Jean-François Kopf) : Ed Bain
- Amit Shah (VF : Fabrice Fara) : Reza Chadhuri

## Épisodes
1. La Nouvelle Donne (Episode 1)
2. Vaches maigres (Episode 2)
3. Trop c'est trop (Episode 3)
4. Difficile d'être honnête (Episode 4)
5. Sexy Flics (Episode 5)
6. La Balance (Episode 6)